# Shimbula Mayanga
Shimbula Mayanga – piłkarz z Demokratycznej Republiki Konga grający na pozycji pomocnika. W swojej karierze rozegrał 5 meczów w reprezentacji Zairu.

## Kariera klubowa
W swojej piłkarskiej karierze Mayanga grał w klubie TP Mazembe.

## Kariera reprezentacyjna
W reprezentacji Zairu Mayanga zadebiutował 14 kwietnia 1991 roku w wygranym 2:1 meczu kwalifikacji do Pucharu Narodów Afryki 1992 z Gabonem, rozegranym w Kinszasie. W 1992 roku został powołany do kadry Zairu na Puchar Narodów Afryki 1992. Rozegrał na nim jeden mecz grupowy, z Kamerunem (1:1). Od 1991 do 1992 wystąpił w kadrze narodowej 5 razy.